# 17492 Hippasos
17492 Hippasos este o planetă minoră (asteroid), cu un diametru de 53,975 km, din Asteroid troian al lui Jupiter. A fost descoperită pe 10 decembrie 1991 la Thüringer Landessternwarte Tautenburg⁠(d) de Freimut Börngen și a fost numită după Hippasos. 
Obiectul prezintă o orbită caracterizată de o semiaxă mare de 5,1443063 UAi, o excentricitate de 0,068, o înclinație de 29,19859 ° în raport cu ecliptica.